# L'Albatros (motorfietsmerk)
L’Albatros is een historisch motorfietsmerk.
De bedrijfsnaam was Henry Billouin, Parijs.
Dit Franse merk produceerde van 1902 tot 1904 motorfietsen met 1½ en 2 pk eencilindermotoren.